# Srebrniče
Srebrniče – wieś w Słowenii, w gminie miejskiej Novo mesto. W 2018 roku liczyła 100 mieszkańców. 